# Beloved (film 1998)
Beloved è un film statunitense del 1998 diretto da Jonathan Demme.
Tratto dall'omonimo romanzo di Toni Morrison (vincitore del Premio Pulitzer e uscito in Italia col titolo Amatissima), è ambientato subito dopo la fine della guerra di secessione americana e vede tra i protagonisti Thandie Newton, Danny Glover e Oprah Winfrey, questi ultimi due già interpreti del film Il colore viola di Steven Spielberg del 1985.
Il film tenta di raccontare il grave stato psicologico degli afroamericani, a seguito del lungo periodo di segregazione nel quale essi hanno subito soprusi d'ogni sorta: dalle violenze, alle impiccagioni, alla schiavitù stessa. Questa condizione porterà (dopo l'abolizione della schiavitù) Sethe a compiere gesti apparentemente inspiegabili, se non fosse che essa è segnata dal suo passato di ex-schiava. In ciò si può trovare una chiave di lettura del suo personaggio e a tratti anche del personaggio di Paul D. Nel film entra anche una figura del passato, "nonna Sue", la quale viene evocata spesso nei ricordi degli altri personaggi. Sarà proprio una visione di nonna Sue a dare a Denver la forza necessaria affinché riesca finalmente a entrare nel mondo degli adulti. Ciò la spingerà a cercare un lavoro e questo segnerà il finale della storia.

## Trama
Ohio, seconda metà dell'800. La vita di un'ex schiava, Sethe, è apparentemente normale, ma in realtà nasconde dolorosi e inconfessabili segreti. Vive con la figlia Denver e a loro si uniranno dapprima Paul D e successivamente Beloved. Beloved è una ragazza con enormi problemi psicologici il cui carattere è figlio di un passato tormentato che tende a incastrarsi nel presente, in qualche modo continuando sempre a ritornare, sebbene Sethe tenti in tutti i modi di tenerlo lontano per proteggere da esso Denver.

## Produzione

### Riprese
Il film è stato girato in Pennsylvania e in Maryland.

## Accoglienza
Nonostante il successo di critica e la notorietà del regista, il film fu un flop al botteghino statunitense; di conseguenza in Italia la pellicola fu snobbata sia dalla distribuzione cinematografica che da quella home video, uscendo direttamente in pay TV, su TELE+.

## Riconoscimenti
- Premi Oscar 1999:
  - Candidatura per i migliori costumi a Colleen Atwood
- Chicago Film Critics Association Awards 1999: 
  - Miglior promessa femminile a Kimberly Elise
  - Candidatura per la miglior attrice non protagonista a Chicago a Kimberly Elise
  - Candidatura per la miglior fotografia a Tak Fujimoto
- Image Awards 1999:
  - Miglior attore protagonista in un film a Danny Glover
  - Candidatura per la miglior attrice protagonista in un film a Oprah Winfrey
  - Candidatura per la miglior attrice non protagonista in un film a Beah Richards
  - Candidatura per la miglior attrice non protagonista in un film a Kimberly Elise
  - Candidatura per la miglior attrice non protagonista in un film a Thandie Newton
  - Candidatura come "Outstanding Motion Picture"